# 世界残疾人冰球锦标赛
世界残疾人冰球锦标赛（World Para Ice Hockey Championships），在2016年11月30日之前被称为IPC冰橇曲棍球世界锦标赛（IPC Ice Sledge Hockey World Championships），是殘疾人的雪橇曲棍球世界锦标赛。該賽事是由國際帕拉林匹克委員會通过其世界残疾人冰球分会组织的。第一届世界残疾人冰球锦标赛于 1996年在瑞典尼奈港举行。

## 外部鏈接
- World Para Ice Hockey （页面存档备份，存于）